# پل هانتر (کارگردان)
پل هانتر (انگلیسی: Paul Hunter؛ زادهٔ ۱ ژانویه ۲۰۰۰) یک کارگردان اهل ایالات متحده آمریکا است. وی از سال ۱۹۹۵ میلادی تاکنون مشغول فعالیت بوده‌است.